# Richardis Schwerinská
Richardis Schwerinská (Zvěřínská) (1347 – 23. dubna nebo 11. června 1377, Stockholm) byla švédská královna, manželka Albrechta Meklenburského, který byl zároveň meklenburským vévodou. Ve Švédsku se jí říkalo Rikardis.

## Život
Richardis byla dcerou Oty I. Schwerinského († 1357) a Matyldy z Mecklenburg-Werle († 1361). S Albrechtem byla nejdříve zasnoubená, manželská smlouva byla podepsaná 12. října 1352 ve Wismaru. Manželství však nebylo uzavřeno až do roku 1359 a narodily se z něj dvě děti.
Richardis zemřela ve Stockholmu v roce 1377 a tam je také pohřbena. V roce 1396 se Albrecht oženil podruhé s Anežkou Brunšvicko-Lüneburskou († 1430/1434).

## Potomci
1. Erik I. Meklenburský († 1397)
2. Kateřina Meklenburská († 1400), která se v roce 1388 provdala za Jana Zhořeleckého (syna českého krále Karla IV.)